# Patrick Jansen
Patrick Jansen (anglès: Pat Jansen)  (Arakkonam, 14 de desembre de 1920 - Scarborough, 23 de novembre de 2003) fou un jugador d'hoquei sobre herba indi que va competir durant les dècades de 1940 i 1950.
El 1948 va prendre part en els Jocs Olímpics d'Estiu de Londres, on guanyà la medalla d'or en la competició d'hoquei sobre herba.
Entre 1932 i 1938 va estudiar a l'escola St. Joseph's de Nainital, on jugà a hoquei, cricket i futbol. Posteriorment passà a treballà a Union Carbide International i el 1963, juntament amb la seva família, emigrà a la ciutat australiana de Perth, on passà la resta de la seva vida.